# Muhammad Yunus
Profesor dr. Muhammad Yunus[kriva transliteracija] (bengalski: মুহাম্মদ ইউনুস Muhammod Iunus); Chittagong, (28. lipnja 1940.), bangladeški ekonomist i bankar.
Dobitnik je Nobelove nagrade za mir u 2006. godini kao utemeljitelj koncepta mikrokredita, kreditnih linija za siromašne koji ne zadovoljavaju uvjete za klasične kredite. Utemeljitelj je Grameen banke s kojom dijeli nagradu za rad na ekonomskom i socijalnom razvoju najsiromašnijih.
Prvi je dobitnik Nobelove nagrade iz Bangladeša. Dobitnik je brojnih međunarodnih nagrada i 26 počasnih doktorata. Autor je knjige "Banker to the poor", "A World without Poverty" i dr.
Yunus je započeo svoju borbu protiv siromaštva tijekom 1974. godine tijekom velike gladi u Bangladešu. Otkrio je kako vrlo maleni zajmovi mogu značajno poboljšati preživljavanje najsiromašnijih. U to vrijeme pokrenuo je istraživački projekt o ekonomiji u ruralnim krajevima.
Njegov prvi zajam sastojao se od 27 dolara (856 taka) iz vlastita džepa kojeg je posudio 42 osobe u malom selu Jombra gdje su živjeli tako da su posuđivali novac od posrednika (koji bi im onda naplaćivali kamate i po 10% tjedno). Već tjedan dana nakon posudbe, shvatio je da to nije dovoljno, već da treba pronaći institucionalno rješenje - odlučio je stupiti u kontakt s direktorom lokalne banke i zamoliti ga da odobrava kredite siromašnima. Trebalo je samo dobiti pristanak neke institucije da posuđuje novac ljudima koji nisu ništa posjedovali. To je barem bilo jednostavno...na prvi pogled.
Tijekom 1976. godine osniva Grameen banku kako bi davao zajmove siromašnim stanovnicima Bangladeša. Od tada Grameen banka je izdala više od 5,1 milijarde dolara za oko 5,3 milijuna stanovnika Bangladeša. Kako bi osigurala vraćanje zajmova banka koristi sistem "solidarnih grupa". Te male neformalne grupe prijavljuju se zajednički za zajmove, a njihovi članovi su sudužnici koji se međusobno potpomažu u nastojanjima za ekonomskim napretkom.
Uspjeh modela Grameen je inspirirao slična nastojanja u zemljama u razvoju, pa čak i u industrijski razvijenim zemljama poput SAD-a. Grameen model financiranja je primijenjen u 23 zemlje u svijetu.

## Vanjske poveznice
- Yunus's autobiography
- PBS Biography  Arhivirana inačica izvorne stranice od 26. listopada 2006. (Wayback Machine) An article on Muhammad Yunus and Grameen Bank.
- A short biography

- Grameen Bank, Yunus's dream
- Yunus' biography - The World Food Prize  Arhivirana inačica izvorne stranice od 24. kolovoza 2007. (Wayback Machine)
- SAJAforum.org Q&A from around the world with Muhammad Yunus (audio/MP3 42 minutes)
- A speech by Muhammad Yunus
- Profile: 'World banker to the poor'
- Article on Muhammad Yunus at BusinessWeek, December 26, 2005
- CNN article  Arhivirana inačica izvorne stranice od 7. srpnja 2017. (Wayback Machine) The birth of micro credit, 2001.
- A video by Muhammad Yunus talking about Grameen Bank  Arhivirana inačica izvorne stranice od 5. siječnja 2006. (Wayback Machine)
- An interview with him
- Banker to the Poor by Muhammad Yunus  Arhivirana inačica izvorne stranice od 6. rujna 2013. (Wayback Machine)
- Audio-Interview with M. Yunus, by Wolfgang Blau (a.k.a. Harrer) and Alysa Selene, ZDF Germany  Arhivirana inačica izvorne stranice od 15. prosinca 2008. (Wayback Machine)